# Arctosa otaviensis
Arctosa otaviensis är en spindelart som beskrevs av Roewer 1960. Arctosa otaviensis ingår i släktet Arctosa och familjen vargspindlar.
Artens utbredningsområde är Namibia. Inga underarter finns listade i Catalogue of Life.